# Хомичи (Могилёвская область)
Хоми́чи (бел. Хамічы) — деревня в составе Ямницкого сельсовета Быховского района Могилёвской области Республики Беларусь.

Передана из Дунайковского сельсовета в состав Ямницкого сельсовета 10 июля 2012 г.

## История
В 1556 году принадлежали Киево-Печерскому монастырю (в его владении также в 1593 году).

## Население
- 1999 год — 273 человека
- 2010 год — 159 человек